# Episodi di V (prima stagione)
La prima stagione della serie televisiva V, composta da 10 episodi, è stata trasmessa in prima visione negli Stati Uniti d'America da ABC dal 3 novembre 2009 al 18 maggio 2010; i primi quattro episodi sono stati trasmessi nel mese di novembre 2009, mentre i restanti sei sono andati in onda nella primavera 2010.
In Italia la stagione è stata trasmessa dal canale pay Joi, della piattaforma Mediaset Premium, dal 4 marzo al 14 ottobre 2010, mentre in chiaro è stata trasmessa da Italia 1 dal 25 maggio al 15 giugno 2012.
| nº | Titolo originale           | Titolo italiano               | Prima TV USA     | Prima TV Italia   |
| -- | -------------------------- | ----------------------------- | ---------------- | ----------------- |
| 1  | Pilot                      | Veniamo in pace               | 3 novembre 2009  | 4 marzo 2010      |
| 2  | There Is No Normal Anymore | Non c'è più niente di normale | 10 novembre 2009 | 11 marzo 2010     |
| 3  | A Bright New Day           | L'alba di un nuovo giorno     | 17 novembre 2009 | 18 marzo 2010     |
| 4  | It's Only the Beginning    | Questo è solo l'inizio        | 24 novembre 2009 | 25 marzo 2010     |
| 5  | Welcome to the War         | Un nuovo esercito             | 30 marzo 2010    | 30 settembre 2010 |
| 6  | Pound of Flesh             | Il sacrificio                 | 6 aprile 2010    | 30 settembre 2010 |
| 7  | John May                   | John May                      | 13 aprile 2010   | 7 ottobre 2010    |
| 8  | We Can't Win               | Senza speranza                | 20 aprile 2010   | 7 ottobre 2010    |
| 9  | Heretic's Fork             | Il prezzo da pagare           | 27 aprile 2010   | 14 ottobre 2010   |
| 10 | Hearts and Minds           | Doppio gioco                  | 4 maggio 2010    | 14 ottobre 2010   |

## Veniamo in pace
- Titolo originale: Pilot
- Diretto da: Yves Simoneau
- Scritto da: Kenneth Johnson & Scott Peters

### Trama
Il trascorrere di una tranquilla giornata viene scosso dall'arrivo di ventinove navi spaziali, che sovrastano le maggiori città del mondo. Prima che il panico si impossessi della popolazione, viene proiettato il rassicurante e completamente umano volto del leader degli alieni, che presenta il proprio popolo come "Visitors" che intendono sostare per un breve tempo sulla Terra, per proseguire il loro viaggio. Chiedono di poter approfittare di alcune risorse, promettendo in cambio tecnologia e conoscenza.

C'è tuttavia chi dubita delle loro buone intenzioni: gli agenti dell'FBI Erica e Dale, indagando su una presunta cellula terroristica, si trovano ad avere a che fare con un centro di resistenza contro gli alieni. Durante un tentativo di infiltrazione da parte di Erica, vi è un'irruzione. Si scopre che Dale è in realtà un Visitor, e una ferita rivela la sua natura non umana. Erica lo ferisce mortalmente con un'asta e riesce a scappare insieme a Padre Landry, un prete capitato quasi per caso nella cellula di resistenza, grazie anche all'intervento di Ryan, un Visitor infiltrato, da molti anni membro della "Quinta Colonna", gruppo di disertori che si oppongono al misterioso piano della propria razza.

Intanto il figlio di Erica, Tyler, è attratto dai nuovi arrivati, in particolare da una splendida ragazza, Lisa, e decide di arruolarsi come "Ambasciatore di Pace".

## Non c'è più niente di normale
- Titolo originale: There Is No Normal Anymore
- Diretto da: Yves Simoneau
- Scritto da: Scott Peters & Sam Egan

### Trama
Anna, la leader dei Visitors, partecipa allo show televisivo del giornalista Chad Decker per continuare a divulgare al mondo intero il messaggio di pace e fratellanza agli umani. 
L'agente dell'FBI Erica Evans è però sempre più convinta che gli alieni abbiano intenzioni ben diverse da quelle che proclamano...

## L'alba di un nuovo giorno
- Titolo originale: A Bright New Day
- Diretto da: Frederick E. O. Toye
- Scritto da: Diego Gutiérrez & Christine Roum

### Trama
Chad Decker presenzia con le telecamere del suo show alla consegna di cento passaporti diplomatici ai Visitors; Anna è la prima a riceverlo.
L'opposizione verso tale scelta non manca di manifestarsi. 
Erica riceve l'incarico di fare da scorta ai portavoce dei Visitors, che hanno ricevuto minacce di morte, coadiuvata da un agente alieno...

## Questo è solo l'inizio
- Titolo originale: It's Only the Beginning
- Diretto da: Yves Simoneau
- Scritto da: Cameron Litvack & Angela Russo Otstot

### Trama
Anna chiede a Lisa di portare Tyler a bordo dell'astronave per un esperimento. 
Chad è turbato da una scoperta fatta in un centro di guarigione dei Visitors, mentre Erica indaga con un alleato su una possibile minaccia biologica...

## Un nuovo esercito
- Titolo originale: Welcome to the War
- Diretto da: Yves Simoneau
- Scritto da: Scott Rosenbaum

### Trama
Erica scopre che suo figlio Tyler è salito a bordo della nave e lei, in preda al panico, vuole andare a prenderlo al centro ambasciatori di pace. Gli parla, ma scopre di avere di fronte solo l'ologramma di Tyler che le dice di volere restare lì. Tornata all'FBI incontra Marcus (il vice di Anna). Lui mostra agli agenti come sono riusciti a scoprire chi aveva distrutto il magazzino. Erica è spaventata, ma l'impronta digitale rilevata non risulta la sua ma quella di un noto terrorista: Kyle Hobbes. Erica racconta i fatti ai membri della squadra i quali cercano e trovano Kyle Hobbes.

## Il sacrificio
- Titolo originale: Pound of Flesh
- Diretto da: Dean White
- Scritto da: Charles Murray & Natalie Chaidez

### Trama
Erica porta Tyler per qualche giorno fuori città da suo padre, sperando così di tenerlo al sicuro. Ma ben presto Anna invia Lisa da lui per riportarlo sulla Nave Madre. Hobbes suggerisce di approfittare del messaggio che Anna sta per trasmettere ai Visitors per inserire una sorta di chiamata alle armi per coloro che fanno parte della Quinta Colonna. Ryan decide di salire sulla Nave Madre per inserire all'interno di un messaggio di Anna al mondo un file per far "rivivere" la Quinta Colonna ("John May è vivo") e per recuperare una fiala di fosforo, poiché la sua donna che è incinta ne ha bisogno di una dose abbondante (il nascituro è per metà umano e per metà Visitor). Mentre sta lasciando la nave incontra Georgie andato lì per aiutarlo, e all'uscita quest'ultimo si sacrifica e permette al suo amico V di salvarsi.

## John May
- Titolo originale: John May
- Diretto da: Jonathan Frakes
- Scritto da: Gregg Hurwitz

### Trama
In questo episodio si parla di John May il fondatore della Quinta Colonna, cioè i Visitors che fanno parte della resistenza e si oppongono al potere e al piano che Anna sta mettendo in atto per farsi accettare dagli umani per poi usarli per i suoi scopi. Si scopre che non solo è stato Ryan l'ultimo a vedere in vita John May, ma che era lui il sicario che l'ha ucciso, prima di convertirsi e unirsi alla Quinta Colonna. Grazie al figlio di John trovano una trasmittente obsoleta non più intercettata dalle navi madri, con la quale mettersi in contatto con i Visitors della Quinta Colonna presenti sulla nave madre. Così Ryan, Erica e gli altri riescono a parlare con Georgie, che è stato torturato, e gli dicono di resistere. Ma lui per paura di non riuscire a resistere ancora si fa uccidere.

## Senza speranza
- Titolo originale: We Can't Win
- Diretto da: David Barrett
- Scritto da: Christine Roum & Cameron Litvack

### Trama
Chad ed Anna sono a Ginevra per un summit sull'energia, nel corso del quale il leader dei Visitatori ha intenzione di presentare un dono tecnologico da offrire all'umanità. Intanto Erica scopre che una task-force degli alieni sta indagando sulla Quinta Colonna...

## Il prezzo da pagare
- Titolo originale: Heretic's Fork
- Diretto da: Frederick E. O. Toye
- Scritto da: John Wirth & Angela Russo Otstot

### Trama
Ryan confessa a Val di essere un Visitors. Chad si imbarca sulla nave madre per ricevere le cure per il suo aneurisma cerebrale, che saranno riprese dalle telecamere di "Prime focus". Nel frattempo, i Visitors scoprono informazioni sui membri della Quinta Colonna...

## Doppio gioco
- Titolo originale: Hearts and Minds
- Diretto da: Bobby Roth
- Scritto da: Gregg Hurwitz

### Trama
Erica, Ryan, padre Jack e Hobbes scoprono che Anna ha inviato uno shuttle con a bordo una squadra di Visitors addestrata appositamente per dare loro la caccia. Intanto Anna consegna a Tyler l'invito per il programma "Vivere a bordo" e Chad chiede spiegazioni a padre Jack sulla Quinta Colonna...